# Krzesło numer 4

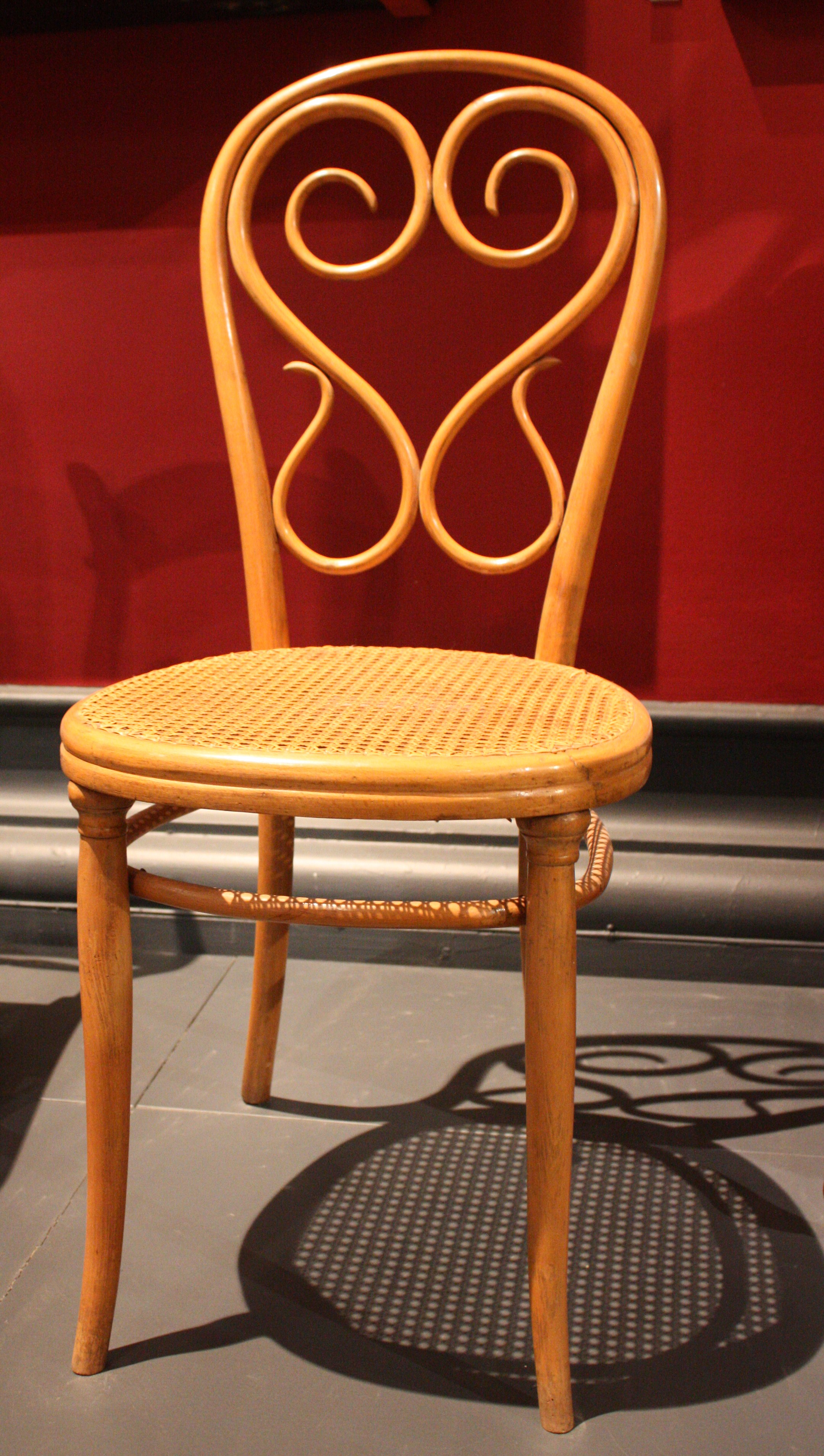
Krzesło numer 4 z ok. 1866 roku w zbiorach Muzeum Wiktorii i Alberta

Krzesło numer 4 – mebel projektu Michaela Thoneta. Po raz pierwszy zastosowano je w kawiarni Dauma w Wiedniu w 1850 roku. Nazywane jest też Krzesłem z kawiarni Dauma.
Było to pierwsze, produkowane seryjnie krzesło z giętego drewna, które zaprojektowano z myślą o sprzedaży hurtowej do wnętrz miejsc publicznych. Poprzednie projekty były przeznaczone do ekskluzywnych wnętrz pałacowych. Na początku lat 50. XIX wieku krzesło zdobyło sobie dużą popularność, którą przebił jeszcze prostszy model krzesła numer 14 z 1857 roku.

## Tło historyczne
Michael Thonet założył swój pierwszy warsztat stolarski w 1819 roku w Boppard w ówczesnych Prusach. W latach trzydziestych zaczął wytwarzać krzesła z giętych, powiązanych ze sobą kawałków forniru, gotowanych wcześniej w kleju celem rozmiękczenia. Opracowane przez niego formy pozwalały giąć szerokie pasy forniru, które potem rozcinano wzdłuż. Był to zalążek seryjnej produkcji mebli giętych.
W 1842 roku Thonet zbankrutował, ale wkrótce potem otrzymał patent na swoją metodę gięcia drewna. Przeniósł się wówczas do Wiednia, gdzie przez kilka lat pracował w fabryce mebli Lista, a także na indywidualne zlecenia. Na potrzeby wyposażenia wnętrza Pałacu Lichtensteinów w Wiedniu udoskonalił metodę produkcji. Pakiety forniru zastąpił litym prętem drewna, który można było giąć w trzech płaszczyznach. Po uformowaniu były kolejno suszone, szlifowane, bejcowane, lakierowane, a na końcu montowane za pomocą śrub i wkrętów. Nową metodę opatentował w 1852 roku.
W 1849 roku otworzył ponownie swój własny warsztat, tym razem w Gumpendorf, dzisiejszej dzielnicy Wiednia. Pierwsze trzy modele krzeseł, w których zastosowano oparcia z giętego, litego pręta drewna, zaprojektował na potrzeby Pałacu Schwarzenbergów w Wiedniu.

## Krzesło numer 4
W 1849 roku otrzymał swoje pierwsze zlecenie na wyposażenie wnętrza miejsca publicznego. Na jego potrzeby stworzył krzesło numer 4, o prostej, ale jednocześnie eleganckiej formie z oparciem w kształcie dwóch stykających się ze sobą prętów drewna na kształt litery „S”. Muzeum Wiktorii i Alberta dysponuje prototypem krzesła wykonanym już około 10 lat wcześniej. Model prezentował możliwości jakie daje gięte drewno dla meblarstwa. Siedzisko wykonywano z plecionki rattanowej. Pod spodem znajdował się stempel firmy. Po raz pierwszy użyto go we wnętrzach kawiarni Dauma w Wiedniu. Krzesła te miały wymiary 90×42×50 cm i były wykonane jeszcze w technice gięcia klejonych warstw forniru. W tym samym roku 400 sztuk krzeseł nr 4 zamówił Hotel zur König von England w Budapeszcie. Kolejne meble były wykonane już z litego pręta drewna. Tylne nogi i oparcie wyrabiano z pojedynczej sztuki. Produkowano je w różnych rozmiarach. W zbiorach Germanisches Nationalmuseum w Norymberdze znajdują się modele o wymiarach do 92×42,5×54,5 cm. Dla porównania, Musée d’Orsay dysponuje modelem o wymiarach 93×42×52 cm, Muzeum Wiktorii i Alberta – 94×41×48,5 cm (siedzisko na wys. 46,2 cm), zaś na współczesnej aukcji można znaleźć szersze krzesło o wymiarze 90×43×58 cm. Produkowano również warianty wzbogacone o tapicerowanie siedziska i podłokietniki. W 1850 roku Thonet zaprezentował je Dolnoaustriackiemu Związku Rzemiosła.
W kolejnych latach model zyskał sobie wielką popularność, stając się motorem sukcesu firmy Thoneta (od 1853 r. jako Gebrüder Thonet). Szczególnie pożądane były jako element wystroju wnętrza wiedeńskich kawiarni. Zarówno metoda gięcia litego pręta drewna, jak i sam projekt krzesła, otrzymywały liczne nagrody na wystawach rzemiosła, między innymi brązowy medal na Wystawie Światowej w Londynie (1862) i złote medale na Wystawie Światowej w Paryżu (1867, 1878). Model numer 4 był na tyle rozpoznawalny, że wykorzystywano go na okładkach katalogów firmy.
W 1857 roku produkcja krzesła numer 4 przeniosła się do pierwszej fabryki braci Thonet w Koryczanach na Morawach, w dzisiejszych Czechach. W tym czasie drewno rozmiękczano już nie w kleju, a za pomocą pary wodnej. Po 1861 roku konstrukcję krzesła wzmocniono o łączynę między nogami, której metodę gięcia opatentował August Thonet, syn i jeden ze spadkobierców firmy. W latach 60. Gebrüder Thonet uruchamiało kolejne fabryki, jednakże proces produkcyjny był dzielony między różne warsztaty. Pełny pas produkcyjny uruchomiono w 1872 roku we Vsetine na Wołoszczyźnie Morawskiej, również na Morawach. W 1881 roku montownię mebli przeznaczonych na rynek rosyjski uruchomiono w Radomsku. W międzyczasie, firma Thonet dokonała kolejnego skoku na rynku zbytu. Od 1860 roku zaczęła produkować seryjne meble gięte przeznaczone dla prywatnych odbiorców. Około 1870 roku zaprezentowano krzesło żelazne powtarzające formę modelu numer 4. Znany jest też fotel bujany korzystający z tego samego wzoru oparcia. W 1869 roku Thonetowie stracili wyłączność na swój patent gięcia drewna. Wkrótce na rynku pojawiły się kopie ich najpopularniejszych modeli, takich jak nr 4, produkowane m.in. przez firmę braci J. & J. Kohn.
W 1971 roku firma Gebrüder Thonet otworzyła salony sprzedaży przy Kohlmarkt w Wiedniu, gdzie w XIX wieku mieściła się Kawiarnia Dauma.

## Współcześnie

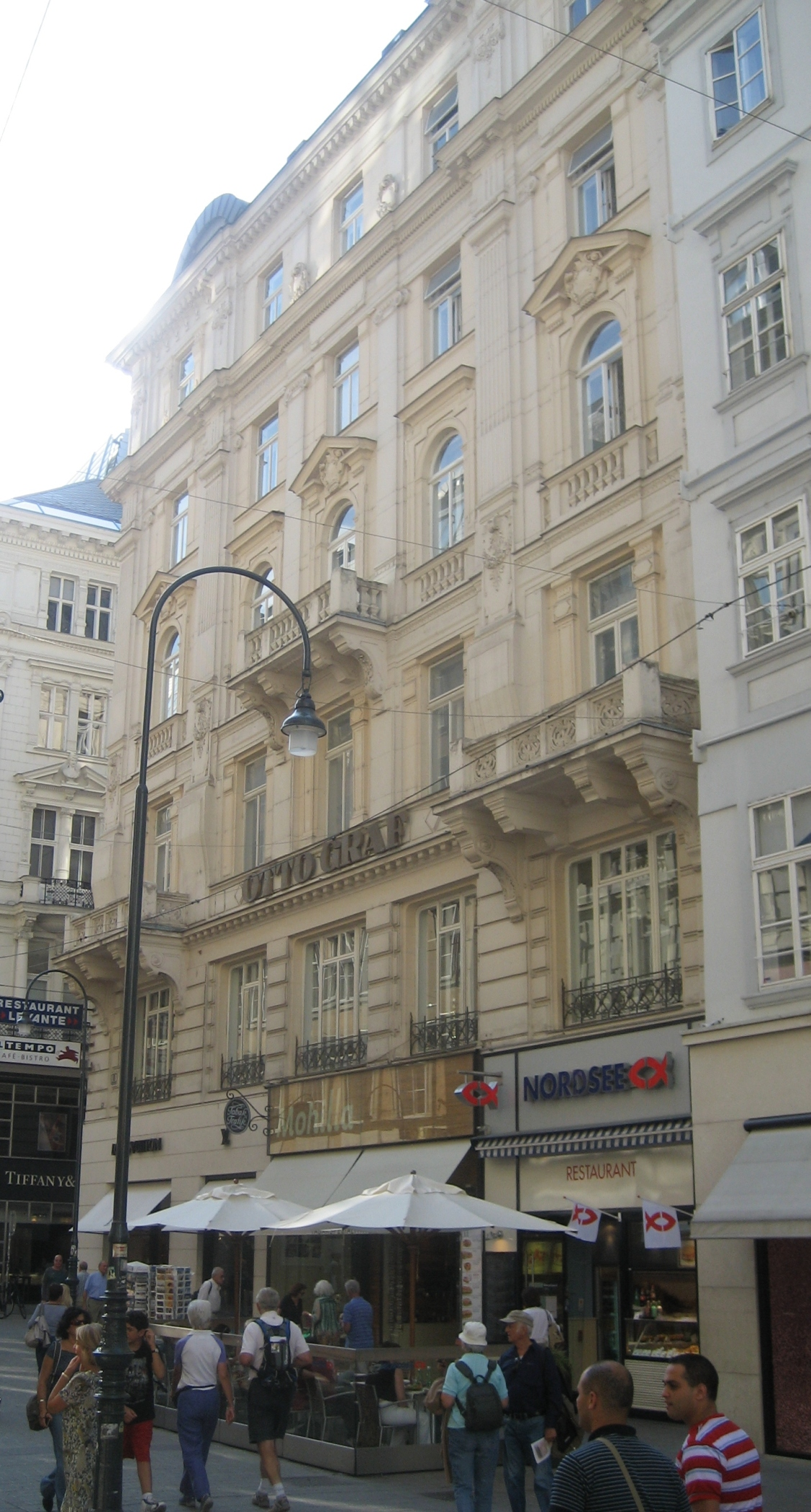
Gmach przy Kohlmarkt 6 w Wiedniu, widok współczesny

Marka Thonet do dziś produkuje meble z drewna giętego. W latach 70. XX nastąpił wzrost zainteresowania klasycznymi modelami krzeseł, takimi jak numer 4 czy numer 14. Współcześnie firma oferuje kilka wersji kolorystycznych mebla z opcjonalnie wyściełanym siedziskiem i antypoślizgowymi podbiciami nóg. Ustandaryzowane wymiary krzesła numer 4 to obecnie: 89×55×42 cm (siedzisko na wysokości 46 cm). Wykonywane są z buku europejskiego. Krzesła numer 4 produkowane są także w firmie Fameg w Radomsku, kontynuującej tradycje XIX-wiecznej fabryki Thoneta. Polska wersja mebla ma wymiary 88×57×40 cm, wykonywana jest z drewna bukowego i standardowo malowana na kolor niebieski. Kolor i wykończenie siedziska można modyfikować według katalogu.
Model numer 4, jako jeden z przełomowych produktów w historii meblarstwa, eksponowany jest na wystawach muzealnych, szczególnie w instytucjach poświęconych historii designu jak Muzeum Sztuki Stosowanej w Wiedniu czy Vitra Design Muzeum w Niemczech, ale też wspomniane wyżej muzea sztuki jak Musée d’Orsay, Germanisches Nationalmuseum czy Muzeum Wiktorii i Alberta. Zabytkowe krzesła są również obiektem zainteresowania kolekcjonerów. W 2000 r. dom aukcyjny Christie’s sprzedał egzemplarz za 411 funtów. Meble osiągają wartość od kilkuset do przeszło 2 tysięcy euro.